# Aragonés estadillano
El aragonés estadillano o simplemente estadillano es la variedad dialectal local del aragonés perteneciente al bajorribagorzano. Es propio de Estadilla y Estada, en el Somontano de Barbastro, provincia de Huesca, Aragón, España.

## Fonética
El grupo -it- derivado de los latinos -CT-, -ULT- está castellanizado: 
- dicho, drecho, escucha(r), mucho (dicho, derecho, escuchar, mucho), pero todavía se conserva fei en lugar de feito (hecho).

Hay casos de evolución de los grupos latinos -TY, -CE, -CI, -DE en posición final a -u como en catalán y carácter que antes era más extendido en aragonés y que podría ser genuino:
- peu (pie; que también se documenta en zonas del Sobrarbe y Campo), nou (nuez; por lo menos en la obra de Bernabé Romeo), prou (bastante).

En la obra de Bernabé Romeo hay tres casos de conservación de oclusiva sorda intervocálica: 
- chemeco (gemido) y chipón. También se puede leer llacuna, pero como topónimo en baronesa de Llacuna, vizcondesa de Illa.

## Morfología
- Existen formas verbales irregulares que no tienen diptongo -ue- donde sería lógico verlo por ser verbos irregulares por diptongación en aragonés general:
  - almorzes, sonen, m'acordo
- Se ven formas peculiares en los presentes de subjuntivo de verbos irregulares:
  - esteigan, feiga, eiga, veiga
- Con la cerrada en y quizás por analogía con seiga. El caso de estigan tiene relación con formas verbales velarizadas comunes en catalán.

## Otros datos
Es uno de los pocos lugares del Alto Aragón donde se da un proceso de castellanización tan bien documentado, ya que ha sido lugar de producción de literatura costumbrista por autores locales. Así hay 3 periodos temporales para comparar:
1. Textos de Bernabé Romeo (1861-1888)
2. Poemas de Cleto Torrodellas (primer tercio del siglo XX)
3. Habla de los años 80 y actual

| 1            | 2            | 3       |
| ------------ | ------------ | ------- |
| atra         | otra         | otra    |
| muito        | mucho        | mucho   |
| fillo        | fillo        | hijo    |
| fuent /fuen/ | fuent /fuen/ | fuente  |
| eba          | eba          | era     |
| els          | els          | ellos   |
| puya(r)      | puya(r)      | subi(r) |
| mai          | mai          | nunca   |
| fllo         | fllo         | flor    |
| llugá        | llugá        | pueblo  |
| chen         | chen         | gente   |
| ayere        | ayere/ayer   | ayer    |
| el/lo        | el/lo        | el      |

También es posible ver algunos caracteres más catalanes:
| 1       | 2       | 3       |
| ------- | ------- | ------- |
| fora(r) | fora(r) | forau   |
| fica(r) | mete(r) | mete(r) |
| la-i    | la-i    | le'n    |